# Nazionale maschile di calcio del Sudan
La nazionale di calcio del Sudan è la rappresentativa nazionale calcistica del Sudan ed è posta sotto l'egida della Sudan Football Association, che, fondata nel 1936, è affiliata alla FIFA dal 1948 e ha costituito la Confédération Africaine de Football (CAF) nel 1957, insieme ad Egitto, Etiopia e Sudafrica.
Nazionale del paese ospitante la Coppa d'Africa 1957, edizione inaugurale della competizione, la selezione sudanese si classificò terza e ultima in quell'occasione, per poi vincere il trofeo nell'edizione del 1970, sempre giocata in casa, battendo in finale il Ghana per 1-0. Il Sudan non è più riuscito a replicare quella prestazione e dal 1976 non si è più neppure qualificato per la fase finale della Coppa d'Africa fino al 2008.
Nella Classifica mondiale della FIFA, in vigore da agosto 1993, il miglior posizionamento raggiunto dal Sudan è il 74º posto del dicembre 1996, mentre il peggiore è il 140º posto del settembre 2013. All'ottobre 2023 la squadra occupa il 130º posto della graduatoria.

## Storia

### Esordi e primo quindicennio (1956-1970)
La federazione calcistica del Sudan fu costituita nel 1936 e si affiliò alla FIFA nel 1948. La nazionale sudanese esordì il 16 novembre 1956 battendo l'Etiopia in Etiopia per 2-1. Nel 1957 la federcalcio sudanese fu tra le associazioni fondatrici della CAF. Dal 1930 al 1950 la nazionale sudanese non si iscrisse alle eliminatorie della Coppa del mondo, mentre si ritirò dalle edizioni del 1958, 1962 e 1966.
La Coppa delle nazioni africane 1957, prima edizione della competizione, si tenne in Sudan. La nazionale di casa fu sconfitta per 2-1 dall'Egitto e terminò il torneo al terzo ed ultimo posto. Nel 1959, dopo aver battuto per 1-0 l'Etiopia, raggiunse la finale, ma perse ancora contro l'Egitto per 2-1.
Nel 1963, dopo il forfeit del Kenya, pareggiò per 2-2 contro gli egiziani e batté per 4-0 la Nigeria, prima di perdere la finale contro il Ghana per 3-0. La squadra sudanese fu invece eliminata al primo turno di Coppa d'Africa nel 1962, nel 1965 e nel 1968.
Il 2 settembre 1965 ottenne la più larga vittoria della propria storia battendo per 15-0 l'Oman al Cairo.

### La Coppa d'Africa vinta nel 1970
Nell'edizione del 1970 della Coppa d'Africa il Sudan si laureò campione continentale davanti ai propri tifosi. Dopo aver sconfitto per 3-0 l'Etiopia fu battuto per 1-0 dalla Costa d'Avorio, ma sconfisse per 2-1 il Camerun e superò il girone da secondo classificato. In semifinale regolò per 2-1 la Rep. Araba Unita e in finale sconfisse il Ghana per 1-0, mettendo in bacheca il primo e sinora unico trofeo della propria storia.

### Anni 1970
Esordì nelle eliminatorie di Coppa del mondo nelle qualificazioni a Messico 1970. Battuto lo Zambia e superata l'Etiopia, uscì nel turno finale, sconfitto da Marocco e Nigeria.
Nel 1972 la compagine sudanese non riuscì a confermarsi campione d'Africa, ma fu anzi eliminata già al primo turno dopo due pareggi contro Marocco (1-1) e Zaire (1-1) e una sconfitta contro la Rep. del Congo (2-4). Fu assente dalla Coppa d'Africa 1974, mentre uscì subito nelle eliminatorie del campionato del mondo 1974 dopo due sconfitte (0-2 e 0-1) contro il Kenya.
Nella Coppa d'Africa 1976 il Sudan fu eliminato ancora al primo turno con un bilancio di due pareggi ancora contro Marocco (2-2) e Zaire (1-1) e una sconfitta contro la Nigeria (1-0). Non partecipò alle eliminatorie del campionato del mondo 1978 e si ritirò dalle qualificazioni alla Coppa d'Africa 1978.
Il 10 settembre 1979, perdendo per 8-0 a Seul contro la Corea del Sud, fece registrare la sconfitta più larga della propria storia.

### Periodo di magra (1970-2006)
Nella Coppa CECAFA, competizione contesa tra le nazionali dell'Africa centrale e quelle dell'Africa orientale, ottenne un successo nell'edizione del 1980 contro la Tanzania, mentre nelle qualificazioni al campionato del mondo 1982 cadde al secondo turno contro l'Algeria.
Dal 1980 al 2006 non riuscì a qualificarsi per la fase finale della Coppa d'Africa, nella cui fase conclusiva avrebbe fatto ritorno solo nell'edizione del 2008.
Nelle qualificazioni africane al mondiale di Messico 1986 e in quelle per Italia 1990 uscì al primo turno, sempre contro l'Angola. Non prese parte, invece, alle eliminatorie di Stati Uniti 1994. Non partecipante all'edizione della Coppa d'Africa 1982, si ritirò dalle eliminatorie della Coppa d'Africa 1986.
Si ritirò dalle eliminatorie della Coppa d'Africa 1998, mentre non si iscrisse alle qualificazioni alla Coppa d'Africa 2000. Nelle eliminatorie CAF per il mondiale di Francia 1998 uscì contro lo Zambia al primo turno.
Nelle qualificazioni al campionato del mondo 2002 la nazionale del Sudan fu eliminata nel turno finale, classificandosi terza nel proprio girone da sei squadre dietro a Nigeria e Liberia e davanti a Ghana e Sierra Leone. Nelle eliminatorie della Coppa del mondo 2006 il Sudan si piazzò, invece, quinto nel proprio girone finale, dietro a Costa d'Avorio, Camerun, Libia ed Egitto e davanti al Benin.

### Ritorno sulla scena continentale (2007-oggi)
Nella Coppa CECAFA 2007 il Sudan si aggiudicò il trofeo ottenendo due pareggi contro Zanzibar ed Etiopia e una vittoria ai quarti di finale contro la Tanzania, per poi battere il Burundi in semifinale e il Ruanda in finale (4-2 ai tiri di rigore dopo il 2-2 dei tempi supplementari).
Il buon momento della nazionale fu confermato dalla qualificazione alla Coppa d'Africa 2008, che vide il Sudan nella fase finale del torneo dopo ben 32 anni. La squadra uscì, tuttavia, al primo turno, dopo tre sconfitte contro Camerun (3-0), Zambia (3-0) ed Egitto (3-0).
Dopo la mancata qualificazione all'edizione del Coppa d'Africa 2010, il Sudan giunse sino ai quarti di finale della Coppa d'Africa 2012, eliminato dallo Zambia poi vincitore del trofeo. Seguirono quattro mancate qualificazioni alla fase finale (2013, 2015, 2017, 2019). Il ritorno nella massima competizione continentale avvenne nell'edizione Coppa d'Africa 2021, che vide la selezione sudanese uscire al primo turno dopo un pareggio e due sconfitte ottenute nel girone.

## Commissari tecnici
- József Háda (1957-1959)
- Lozan Kotsev (1963)
- Mohammed Hassan Kheiri (1969) (1970-1972)
- Jiri Starosta (1970)
- Abd Al Fattah Hamed (1970)(1972)
- Ivan Yanko (1974-1976)
- Ibrahim Kabair (1976-1978)
- Burkhard Ziese (1978-1980)
- Zoran Đorđević (2000)
- Ahmed Babiker (2001-2002)
- Wojciech Lazarek (2002–2004)
- Mohamed Abdallah (2005-2008)
- Stephen Constantine (2009-2010)
- Mohamed Abdallah (2010-2015)
- Hamdan Hamed (2015-2016)
- Mohamed Abdallah (2016-2017)
- Zdravko Logarušić (2017-2020)
- Hubert Velud (2020-2021)
- Burhan Tia (2021-oggi)

## Palmarès
- Coppa d'Africa: 1

Sudan 1970
- Coppa CECAFA: 3

Sudan 1980, Etiopia 2006, Tanzania 2007

## Partecipazioni ai tornei internazionali
Legenda: Grassetto: Risultato migliore, Corsivo: Mancate partecipazioni

| Coppa araba - 1963 - Non partecipante - 1964 - Non partecipante - 1966 - Non partecipante - 1982 - Annullata - 1985 - Non partecipante - 1988 - Non partecipante - 1992 - Non partecipante - 1998 - Primo turno - 2002 - Primo turno - 2009 - Annullata - 2012 - Primo turno - 2021 - Primo turno | Coppa CECAFA - Dal 1973 al 1978 - Non partecipante - 1979 - Primo turno - 1980 - Campione - 1981 - Primo turno - 1982 - Primo turno - 1983 - Primo turno - Dal 1984 al 1989- Non partecipante - 1990 - Secondo posto - 1991 - Quarto posto - Dal 1992 al 1995 - Non partecipante - 1996 - Secondo posto - 1999 - Quarti di finale - 2000 - Ritirato - 2001 - Ritirato - 2002 - Primo turno - 2003 - Quarto posto - 2004 - Terzo posto - 2005 - Primo turno - 2006 - Campione - 2007 - Campione - 2008 - Primo turno - 2009 - Non ammesso - 2010 - Primo turno - 2011 - Terzo posto - 2012 - Primo turno - 2013 - Secondo posto - 2015 - Quarto posto - 2017 - Ritirato - 2019 - Ritirato - 2021 - Non partecipante |

## Statistiche dettagliate sui tornei internazionali

### Mondiali
| Anno | Luogo                    | Piazzamento      | V | N | P | Gol |
| ---- | ------------------------ | ---------------- | - | - | - | --- |
| 1930 | Uruguay                  | Non partecipante | - | - | - | -   |
| 1934 | Italia                   | Non partecipante | - | - | - | -   |
| 1938 | Francia                  | Non partecipante | - | - | - | -   |
| 1950 | Brasile                  | Non partecipante | - | - | - | -   |
| 1954 | Svizzera                 | Non partecipante | - | - | - | -   |
| 1958 | Svezia                   | Ritirata         | - | - | - | -   |
| 1962 | Cile                     | Ritirata         | - | - | - | -   |
| 1966 | Inghilterra              | Ritirata         | - | - | - | -   |
| 1970 | Messico                  | Non qualificata  | - | - | - | -   |
| 1974 | Germania Ovest           | Non qualificata  | - | - | - | -   |
| 1978 | Argentina                | Ritirata         | - | - | - | -   |
| 1982 | Spagna                   | Non qualificata  | - | - | - | -   |
| 1986 | Messico                  | Non qualificata  | - | - | - | -   |
| 1990 | Italia                   | Non qualificata  | - | - | - | -   |
| 1994 | Stati Uniti              | Ritirata         | - | - | - | -   |
| 1998 | Francia                  | Non qualificata  | - | - | - | -   |
| 2002 | Corea del Sud / Giappone | Non qualificata  | - | - | - | -   |
| 2006 | Germania                 | Non qualificata  | - | - | - | -   |
| 2010 | Sudafrica                | Non qualificata  | - | - | - | -   |
| 2014 | Brasile                  | Non qualificata  | - | - | - | -   |
| 2018 | Russia                   | Non qualificata  | - | - | - | -   |
| 2022 | Qatar                    | Non qualificata  | - | - | - | -   |

### Coppa d'Africa
| Anno | Luogo                      | Piazzamento      | V | N | P | Gol |
| ---- | -------------------------- | ---------------- | - | - | - | --- |
| 1957 | Sudan                      | Terzo posto      | 0 | 0 | 1 | 1:2 |
| 1959 | Rep. Araba Unita           | Secondo posto    | 1 | 0 | 1 | 2:2 |
| 1962 | Impero d'Etiopia           | Non qualificata  | - | - | - | -   |
| 1963 | Ghana                      | Secondo posto    | 1 | 1 | 1 | 6:5 |
| 1965 | Tunisia                    | Non qualificata  | - | - | - | -   |
| 1968 | Impero d'Etiopia           | Non qualificata  | - | - | - | -   |
| 1970 | Sudan                      | Campione         | 4 | 0 | 1 | 8:3 |
| 1972 | Camerun                    | Primo turno      | 0 | 2 | 1 | 4:6 |
| 1974 | Egitto                     | Non qualificata  | - | - | - | -   |
| 1976 | Etiopia                    | Primo turno      | 0 | 2 | 1 | 3:4 |
| 1978 | Ghana                      | Ritirato         | - | - | - | -   |
| 1980 | Nigeria                    | Non qualificata  | - | - | - | -   |
| 1982 | Libia                      | Non partecipante | - | - | - | -   |
| 1984 | Costa d'Avorio             | Non qualificata  | - | - | - | -   |
| 1986 | Egitto                     | Ritirato         | - | - | - | -   |
| 1988 | Marocco                    | Non qualificata  | - | - | - | -   |
| 1990 | Algeria                    | Non qualificata  | - | - | - | -   |
| 1992 | Senegal                    | Non qualificata  | - | - | - | -   |
| 1994 | Tunisia                    | Non qualificata  | - | - | - | -   |
| 1996 | Sudafrica                  | Non qualificata  | - | - | - | -   |
| 1998 | Burkina Faso               | Ritirato         | - | - | - | -   |
| 2000 | Ghana / Nigeria            | Non partecipante | - | - | - | -   |
| 2002 | Mali                       | Non qualificata  | - | - | - | -   |
| 2004 | Tunisia                    | Non qualificata  | - | - | - | -   |
| 2006 | Egitto                     | Non qualificata  | - | - | - | -   |
| 2008 | Ghana                      | Primo turno      | 0 | 0 | 3 | 0:9 |
| 2010 | Angola                     | Non qualificata  | - | - | - | -   |
| 2012 | Gabon / Guinea Equatoriale | Quarti di finale | 1 | 1 | 2 | 4:7 |
| 2013 | Sudafrica                  | Non qualificata  | - | - | - | -   |
| 2015 | Guinea Equatoriale         | Non qualificata  | - | - | - | -   |
| 2017 | Gabon                      | Non qualificata  | - | - | - | -   |
| 2019 | Egitto                     | Non qualificata  | - | - | - | -   |
| 2021 | Camerun                    | Primo turno      | 0 | 1 | 2 | 1:4 |
| 2023 | Costa d'Avorio             | Non qualificata  | - | - | - | -   |

## Tutte le rose

### Coppa d'Africa
Coppa d'Africa 1970P Abdel Fatah, P Abdelrahman, P Dudu Damur, D Abdelgadir, D El-Din Hassan, D El-Qasm, D El-Sir Abdalla, D Nasr Musa, D Salih Fahmi, D Salim, D Zaki, C Abdel-Nadief, C Bushara Wahba, C El-Din Abbas, C Yahia El-Kawarti, A El-Bashir, A Eldin Osman, A Gagarin, A Hasab El-Rasoul, A Osman, ? Abdelghani, ? Bashir Abbas, CT: Abu-Zeid
Coppa d'Africa 20081 Salim, 2 Bakhit, 3 El-Tayeb, 4 Khider, 5 Yousif, 6 Justin, 7 Katoul Gibril, 8 Mustafa, 9 El-Bashir, 10 Tambal, 11 Babiker, 12 Galag, 13 Osman, 14 Mohamed, 15 Koku, 16 Abdallah, 17 El-Agab, 18 Jolit, 19 El Basha, 20 Amari, 21 Rihan, 22 Eldin, 23 Karongo, CT: Abdallah
Coppa d'Africa 20121 Rihan, 2 Eldin, 3 Koko, 4 Abdalgabar, 5 Yousif, 6 Omar, 7 Agab, 8 Mustafa, 9 Osman, 10 El-Agab, 11 Galag, 12 Suliman, 13 Kortokaila, 14 Hamouda, 15 Abdallah, 16 El-Tahir, 17 El Basha, 18 Bashir, 19 Musa, 20 Salim, 21 Karongo, 22 Nassir, CT: Abdallah
Coppa d'Africa 20211 Abou Eshrein, 2 Kesra, 3 Hassan, 4 Ismaeil, 5 Nemer, 6 Karshoum, 7 Amin, 8 Hussein, 9 Raouf, 10 Abdelrahman, 11 Abbas, 12 Alfadni, 13 Zaid, 14 Al-Rasheed, 15 Hamed, 16 Adam, 17 Mohamedein, 18 Omer, 19 Mahjoub, 20 Zakaria, 21 Khedr, 22 Nouh, 23 Mustafa, 24 Bashir, 25 Eisa, 26 Muhamed, 27 Almunzer, 28 Abdeen, CT: Tia

### Giochi olimpici
NOTA: per le informazioni sulle rose successive al 1948 visionare la pagina della Nazionale olimpica.

## Rosa attuale
Lista dei giocatori convocati per la doppia sfida di qualificazione alla Coppa d'Africa 2021 contro São Tomé e Príncipe e Sudafrica del 24 e 28 marzo 2021.
Presenze e reti aggiornate al 28 marzo 2021.
| 16 | P | Akram Salim           | 27 febbraio 1987  | 41 | 0 | Alamal Atbara       |  |  |
| 1  | P | Ali Abu Eshrein       | 6 dicembre 1989   | 14 | 0 | Al-Hilal Omdurman   |  |  |
| 25 | P | Monjed Alneel         | 1º gennaio 1996   | 1  | 0 | Al-Merrikh          |  |  |
| 26 | P | Mohamed Alnour        | 1º gennaio 2000   | 0  | 0 | Al-Hilal Omdurman   |  |  |
|    |   |                       |                   |    |   |                     |  |  |
| 4  | D | Amir Kamal            | 24 luglio 1992    | 55 | 1 | Al-Merrikh          |  |  |
| 3  | D | Faris Abdalla         | 19 febbraio 1994  | 41 | 1 | Al-Hilal Omdurman   |  |  |
| 15 | D | Athar El Tahir        | 24 ottobre 1996   | 35 | 7 | Smouha              |  |  |
| 18 | D | Samawal Merghani      | 22 ottobre 1991   | 17 | 0 | Al-Hilal Omdurman   |  |  |
| 5  | D | Ahmed Wadah           | 12 febbraio 2000  | 10 | 0 | Al-Hilal Omdurman   |  |  |
| 17 | D | Rami Kertikila        | 1º gennaio 1996   | 3  | 0 | Al-Ahly Club Merowe |  |  |
| 20 | D | Mustafa Karshoum      | 6 dicembre 1992   | 3  | 0 | Al-Khartoum         |  |  |
| 6  | D | Mohamed Ahmed Saeed   | 20 ottobre 1997   | 1  | 0 | Al-Hilal Omdurman   |  |  |
| 12 | D | Omer Ali Suliman      | 28 dicembre 1992  | 1  | 0 | Al-Ahli Khartoum    |  |  |
|    |   |                       |                   |    |   |                     |  |  |
| 23 | C | Nasr Eldin El Shigail | 7 aprile 1985     | 66 | 0 | Al-Hilal Omdurman   |  |  |
| 2  | C | Abuaagla Abdalla      | 11 marzo 1993     | 39 | 2 | Al-Hilal Omdurman   |  |  |
| 11 | C | Moaaz Abdelraheem     | 25 aprile 1989    | 29 | 2 | Al-Khartoum         |  |  |
| 21 | C | Walieldin Khidir      | 15 settembre 1995 | 10 | 0 | Al-Hilal Omdurman   |  |  |
| 22 | C | Mohamed Mokhtar       | 8 marzo 1996      | 8  | 0 | Al-Hilal Omdurman   |  |  |
| 19 | C | Diaaeldin Mahjoub     | 30 maggio 1995    | 7  | 0 | Al-Merrikh          |  |  |
| 7  | C | Sharaf Eldin Shiboub  | 7 giugno 1994     | 4  | 0 | CS Constantine      |  |  |
| 24 | C | Hussein Al Nour       | 1º gennaio 1995   | 0  | 0 | Hay Al-Arab         |  |  |
|    |   |                       |                   |    |   |                     |  |  |
| 9  | A | Seifeldin Malik       | 1º gennaio 1994   | 21 | 8 | Al-Merrikh          |  |  |
| 10 | A | Mohamed Abdelrahman   | 10 luglio 1993    | 11 | 7 | Al-Hilal Omdurman   |  |  |
| 14 | A | Ahmed Saeed Ahmed     | 1º gennaio 1989   | 2  | 0 | Al-Ahly Club Merowe |  |  |
| 13 | A | Eid Mugadam           | 17 settembre 1997 | 0  | 0 | Al-Hilal Omdurman   |  |  |
| 8  | A | Al Jezoli Nouh        | 24 ottobre 2002   | 0  | 0 | Al-Merrikh          |  |  |